# Грб Звездаре
Грб Општине Звездара је усвојен 1993. године на предлог Српског хералдичког друштва. Опис и образложење грба написао је Драгомир Ацовић.
Блазон грба гласи:
На пољу плаве боје уски златни крст, а преко њега сребром оперважено црно кружно поље на коме је седам златних звезда сазвежђа Малог медведа, са звездом Поларис, која је у левом кантону, и звездом Кохаб, у стопи поља, нешто већом од осталих звезда. Штит је крунисан златном бедемском круном са четири мерлона. Држачи штита су два златна грифона црвених језика и ноката, поред којих су пободена црна златом окована копља златних врхова, са који се у поље вију златним ресама оперважени стегови, десно Града Београда, лево општине Звездара. Грифони стоје на постаменту у виду травнатог брежуљка, а у дну композиције на белој траци исписано је црним словима ЗВЕЗДАРА.
Стег Звездаре је квадратан, плаве боје, са седам жутих звезда сазвежђа Малог медведа и са црвеним кантоном на коме је бели крст између четири иста таква оцила, уз врх јарбола.

## Образложење грба Звездаре
Уски златни крст на плавом пољу, осим општег симболичког и конфесионалног значења крста, представља и "крст конаца" окулара и кардиналне стране небеске хемисфере.
Кружно црно поље посуто звездама, фимбрирано (оперважено) сребром, представља поглед кроз окулар астрономског телескопа у дубину ноћног неба.
Сазвежђе Малог медведа је доминантно сазвежђе северне полулопте: у штиту је представљено путем основних седам звезда, у положају у коме се ове звезде виде на вечерњем небу у октобру (што значи да се Поларис налази у горњем левом кантону, а Кохаб у стопи). На стегу ово сазвежђе је приказано на плавом пољу, као јутарња позиција звезда у периоду од средине јуна до средине августа. Звезде су приказане као шестрокраке, јер осмокраке у великом умањењу губе препознатљивост, док би петокраке могле бити схваћене као носиоци неастрономских порука.
Сазвежђе, окулар телескопа и боје неба асоцијативни су атрибути астрономије, па отуда и опсерваторије или "звездаре".
Грифони су митска бића, пола орлови, пола лавови; као такви, они су производ земље и неба, загонетни спој неспојивог, па стога погодни за држаче грба чији садржај алудира на поглед у космичке загонетке.
Травнати брежуљак алудира на обиље парковског зеленила и гајеве Звездаре.

### Књиге и научни чланци
- Ацовић, Драгомир М. (2000). Грбови града Београда. Београд: Српска књижевна задруга.
- Ацовић, Драгомир М. (2008). Хералдика и Срби. Београд: Завод за уџбенике.  152135692

### Правна регулатива
- „Статут градске општине Звездара” (PDF). Службени лист града Београда 43/08. 14. 11. 2008. стр. 1—13.
- „Одлука о грбу и застави градске општине Звездара” (PDF). Службени лист града Београда 11/09. 25. 3. 2009. стр. 3.